# Генрици, Карл
Карл Фридрих Вильгельм Генрици (нем. Karl Friedrich Wilhelm Henrici; 12 мая 1842, Гарст — 10 ноября 1927, Ахен) — немецкий архитектор, градостроитель периода историзма.

## Биография
После окончания средней школы с 1859 по 1864 год Генрици изучал архитектуру в Технической высшей школе в Ганновере (Technischen Hochschule Hannover). После учёбы он в течение следующих нескольких лет приобретал практический опыт, работая на строительстве психиатрической клиники в Гёттингене и в строительном бюро Конрада Вильгельма Хазе. После короткой учебной поездки в 1870 году в Рим Генрици занял должность городского архитектора в Гарбурге (Эльба), а затем 1 октября 1875 года стал преподавателем архитектуры в Ахенском техническом университете, уделяя особое внимание гражданской, сельскохозяйственной архитектуре, орнаменту, истории средневекового строительства. Два года спустя он был назначен профессором и продолжал работать в этом университете до выхода на пенсию в 1921 году. Одним из его самых известных студентов в Ахене был Йозеф Бухкремер.
В 1880-х годах Генрици заинтересовался романтически-живописными красотами старых немецких городов и их значением для современного городского развития. Вместе со своим коллегой из Ахена Францем Эвербеком он пропагандировал «живописную» архитектуру и стиль «кирпичной готики». При этом он воспользовался не только идеями своего бывшего учителя Хазе и Ганноверской архитектурной школы, но и помощью коллеги и друга Камилло Зитте, чья книга «Городское планирование в соответствии с его художественными принципами» (Der Städtebau nach seinen künstlerischen Grundsätzen) стала большим подспорьем для его собственного творчества. Так он пришёл к новому, целостному взгляду на городское развитие с художественной стороны, вопреки планированию, которое было связано только с прагматическими аспектами: дорожным движением и строительной политикой.
Вместо типовых многоквартирных домов Карл Генрици стал проектировать жилые и общественные помещения с индивидуальным характером и стилем, тем самым сопротивляясь тенденции абстрактной урбанизации в эпоху индустриализации. Генрици разрабатывал проекты городской застройки, в частности, для городов Брно, Дессау, Ганновера, Кнурува, Кёльна (с 1880 года в сотрудничестве с Йозефом Штюббеном, Райнаухафеном и Кёльнером Ринге), Мюнхена (реализован в 1898 году Теодором Фишером), Триером и, наконец, в 1917—1920 годах вместе с Густавом Шимпфом и Карлом Зибеном его родного Ахена.
Назначенный в 1904 году советником правительства, Генрици остался верен своим принципам в качестве исполнительного архитектора, в том числе на строительстве ратуш в Леере (Восточная Фризия) и Нойнкирхене, а также нескольких жилых домов в Висбадене (в том числе преобразование виллы Бек), Дюссельдорфа и Ахена. Кроме того, с 1880 года он работал секретарём Ахенской ассоциации архитекторов и инженеров.
- Здание Ратуши. Лер, Нижняя Саксония
- Западный фасад здания Ратуши
- Малый зал
- Свод галереи
- Городское училище. Любек

## Почести
В 1902 году Дармштадтский технический университет присвоил Карлу Генрици звание почётного доктора. Через несколько лет он получил орден Красного Орла четвёртой степени и серебряную медаль Прусской академии строительства и транспорта.
Когда в 1921 году Карл Генрици вышел на пенсию, Ахенский технологический университет назначил его почётным профессором, а 24 апреля 1922 года присвоил звание почётного профессора на факультете гражданского строительства «за постоянный вклад в развитие немецкого городского развития посредством слова, письма и творчества и… особенно за счёт внедрения художественных принципов в этой пограничной области между архитектурой и гражданским строительством». В том же году Генрици была присвоена степень почётного доктора Мюнхенского технического университета.
В 1908 году в Эссене его именем была названа улица. В 1929 году в память об архитекторе улица в Аахене была переименована в Хенрициштрассе.

## Основные публикации Карла Генрици
- Художественные задачи в городском развитии (Die künstlerischen Aufgaben im Städtebau. Aachen 1891).
- Индивидуализм в городском развитии (Der Individualismus im Städtebau. Aachen 1904).
- Вклад в практическую эстетику городского строительства. Сборник лекций и очерков (Beiträge zur praktischen Ästhetik im Städte Bau. Eine Sammlung von Vorträgen und Aufsätzen. München, Callwey, 1904).
- Камилло Ситте как основоположник нового направления в городском планировании (Camillo Sitte als Begründer einer neuen Richtung im Städtebau. Aachen).
- Трактаты из области архитектуры. Сборник лекций и очерков (Abhandlungen aus dem Gebiete der Architektur. Eine Sammlung von Vorträgen und Aufsätzen. München, Callwey, 1905).
- Об уходе за домом в сельском и городском строительстве (Über die Pflege des Heimatlichen im ländlichen und städtischen Bauwesen. Georg D. W. Callwey, München um 1920).